# 9月18日
9月18日是阳历年的第261天（闰年是262天），离一年的结束还有104天。

## 大事记

### 19世紀以前
- 前413年：伯罗奔尼撒战争，在叙拉古战败逃亡的雅典人中，尼西阿斯所率领队伍在阿西那洛斯河喝水时遭到叙拉古人大屠杀。尼西阿斯宣布投降后屠杀方停止，幸存雅典士兵被俘，大部分被掳为国家战犯。
- 14年：罗马帝国最伟大的将军之一提庇留继承他的养父奥古斯都成为罗马皇帝。
- 96年：在圖密善遭到暗殺身亡後，羅馬元老院立刻擁立涅爾瓦繼任成為羅馬皇帝。
- 1066年：諾曼第人齊集法國沿岸，攻打英國，之後成功進攻英國。而諾曼第公爵威廉一世其後成為英國國王，史稱「诺曼征服英格兰」。
- 1180年：腓力·奥古斯都即法国国王王位，成為腓力二世。

### 19世紀
- 1809年：英國倫敦第二家皇家歌劇院在原來的劇院被大火燒毀後開幕。
- 1810年：在智利圣地亚哥召开第一届全国委员会，并为此后的独立战争拉开序幕。
- 1838年：反谷物法同盟（英语：Anti-Corn Law League）成立。
- 1851年：纽约时报創刊。
- 1860年：第二次鴉片戰爭：英法聯軍進攻北京通州張家灣。
- 1899年：朝鲜半岛历史上第一条铁路（今属京仁线的一部分）开通。

### 20世紀
- 1906年：丙午風災：香港受颱風吹襲，導致約3,000人死亡。
- 1911年：俄羅斯帝國大臣會議主席彼得·斯托雷平在國立烏克蘭歌劇院觀看歌劇時遭到暗殺。
- 1917年：护法战争爆发。
- 1921年：摩洛哥北部独立，成立里夫共和国。
- 1924年：中国国民党发表《s:中國國民黨北伐宣言》。
- 1931年：日本關東軍以「南滿鐵路遭到中國軍隊破壞」（柳条湖事件）為由，向遼寧省沈阳的中華民国守军发起进攻，九一八事变爆发。
- 1934年：苏联被国际联盟接纳为成员国。
- 1947年：美国中央情报局根据美国国会制定的《国家安全法》而成立。
- 1948年：印尼政府與左派團體人民民主陣線爆發武裝衝突，事後人民民主陣線多數成員遭印尼政府捕殺。
- 1961年：联合国秘书长之座机于北罗德西亚墜毁，机上16人全数罹难。
- 1962年：布隆迪、牙買加、盧旺達、千里達和多巴哥成為聯合國成員國。
- 1965年：池谷薰和关勉发现池谷-关彗星。
- 1966年：一批諾曼第人在法國沿岸重演九百年前進攻英國的事跡，並為威廉一世紀念碑揭幕。[1]
- 1973年：巴哈馬、東德、西德成為聯合國成員國。
- 1976年：中共中央和中华人民共和国国务院在北京天安门广场隆重举行毛泽东追悼大会，华国锋致悼词。
- 1980年：《人民日報》連續兩日連載中國歷史博物館黨史研究室主任李洪林79年所撰寫的《領袖和人民》，許多被冠所謂惡毒攻擊罪、判重刑入獄的受害者閱讀後，通過各種途徑寫信給李洪林，希望幫助伸冤。
- 1981年：魯迅故鄉咸亨酒店重新開張。
- 1981年：比利時連環殺手內斯特·皮洛特偽裝成貴族，在布魯塞爾謀殺了一名古董商，並因此被判死刑。
- 1988年：香港輕鐵第1期正式啟用。
- 1990年：列支敦士登成為聯合國成員國。
- 1993年：經15年編輯彙整後，中國大百科全書出版社首次出版綜合性百科全書《中國大百科全書》。
- 1996年：各国议会联盟第96届大会起草一项尊重和保护人权决议，中国人权草案被选为基础文件。
- 1997年：日本超市巨头八百伴破产。
- 1997年：美国传媒巨头泰德·透纳向联合国捐款10亿美元。
- 1998年：互联网名称与数字地址分配机构在美国成立，主要管理互联网的域名和IP地址分配。
- 1999年：中共中央、國務院、中央軍委在北京人民大會堂向「兩彈一星」功臣授勳。兩彈一星是指原子彈、氫彈和東方紅一號人造地球衛星。
- 2000年：第一届亚洲政党国际会议在马尼拉开幕。

### 21世紀
- 2001年：首封含有炭疽杆菌的邮件从特伦顿寄出，其后美国几家媒体办公室陆续收到炭疽邮件，这次2001年美国炭疽攻击事件最后造成多人感染炭疽病，其中5人死亡。
- 2006年：香港大嶼山連接東涌至昂坪的昂坪360正式啟用。
- 2006年：來自世界各國的60多位國家元首和領導人的夫人及教育部長聚集在紐約公共圖書館參加白宮全球掃盲會議，呼籲各國政府為推進掃盲事業作出不懈努力。
- 2007年：緬甸僧侶加入反政府示威。
- 2007年：在美國首都華盛頓德國馬歇爾基金會的一次聚會上，美國國務卿康多莉扎·賴斯批評俄羅斯在對內對外政策走回頭路，並指後者將淪為「能源輸出國」。
- 2009年：世界上播放時間最長的肥皂劇《指路明燈》在哥倫比亞廣播公司電視台播出最後一集，該劇在長達72年的歷史中共播放了15700多集。
- 2014年：蘇格蘭舉行獨立公投，由於反對的選民占大多數，蘇格蘭須留在英國。
- 2014年：科學家發現已知質量最高的超小型矮星系M60-UCD1，並且中心擁有一個質量約2000萬倍太陽質量的超大質量黑洞。
- 2015年：美國環保署宣佈福斯汽車2009－2015年份五款柴油小客車利用軟體規避《乾淨空氣法案（英语：Clean Air Act (United States)）》（Clean Air Act），讓汽車僅在接受檢測時啟動排放控制使排出的廢氣符合排放標準，但在車輛實際行駛時排放的氮氧化物卻達法律規定的40倍。
- 2017年：玩具反斗城向美國維吉尼亞州的美國破產法院申請破產保護。
- 2018年：為期三天的第3次朝韩首脑会晤正式開始。
- 2021年：SpaceX的靈感4號成功於美國佛羅里達州海岸返回降落，為世界上首個成功完成並全部由平民執行的宇宙軌道飛行任務。
- 2022年：台灣發生一起規模6.8地震，深度7.8公里，又稱2022年台東地震。
- 2022年：一辆负责转运中华人民共和国贵州省贵阳市新冠疫情涉疫人员的客运大巴在三都县三荔高速公路侧翻，造成27人身亡，20人受伤。
- 2023年：香港輕鐵通車35週年。

## 出生
- 53年：图拉真，羅馬帝國安敦尼王朝皇帝，五賢帝之一。（117年逝世）
- 701年：聖武天皇，日本第45代天皇（756年逝世）
- 1606年：張獻忠，明末民變首領之一（1647年逝世）
- 1752年：阿德里安-马里·勒让德，法國數學家（1833年逝世）
- 1709年：塞缪爾·約翰遜，英國文學家，第一部正式英文辭典的作者（1784年逝世）
- 1765年：教宗額我略十六世，羅馬主教（1846年逝世）
- 1786年：克里斯蒂安八世，丹麥國王、挪威國王（1848年逝世）
- 1789年：愛德華·西蒙，德國藥劑師（1856年逝世）
- 1819年：莱昂·傅科，法國物理學家，傅科擺發明人（1868年逝世）
- 1863年：赫曼·柯特，瑞士路德宗神學家（1931年逝世）
- 1885年：于澤爾·哈策貝育夫，亞塞拜然第一位作曲家（1948年逝世）
- 1893年：阿瑟·本杰明，澳洲作曲家、指揮家、鋼琴家（1960年逝世）
- 1895年：约翰·迪芬贝克，加拿大第13任總理（1979年逝世）
- 1895年：田鍋友時，日本人瑞，享壽113歲274天（2009年逝世）
- 1900年：西沃萨古尔·拉姆古兰，毛里求斯开国元勋，首任毛里求斯总理（1985年逝世）
- 1902年：蔡镏生，中國化学家（1983年逝世）
- 1905年：葛麗泰·嘉宝，瑞典演員（1990年逝世）
- 1907年：埃德温·麦克米伦，美國化學家，1951年獲諾貝爾化學獎（1991年逝世）
- 1908年：維克托·安巴楚勉，亞美尼亞天文物理學家，理論天文物理學奠基者（1996年逝世）
- 1933年：佛莱德·威拉特，美國男演員（2020年逝世）
- 1936年：屠忠訓，臺灣電影導演（1980年逝世）
- 1939年：胡立成，臺灣男性配音員（2015年逝世）
- 1939年：若熱·桑帕約，葡萄牙政治人物，第18任葡萄牙總統（2021年逝世）
- 1942年：沃尔夫冈·朔伊布勒，德國政治人物（2023年逝世）
- 1942年：，英國足球運動員
- 1943年：林良实，馬來西亞政治人物，曾任马来西亚过渡首相
- 1945年：約翰·邁克菲，英裔美國程式設計師、商人、政治家（2021年逝世）
- 1946年：神谷明，日本男性聲優
- 1947年：德鲁·吉尔平·福斯特，美國歷史學家、教育家，前任哈佛大學校長
- 1949年：，英格蘭足球運動員
- 1950年：莎班娜·亞茲米，印度女演員
- 1954年：穆塔扎·布托，巴基斯坦政治家（1996年逝世）
- 1954年：丹尼斯·強森，美國職業籃球運動員、教練（2007年逝世）
- 1954年：土井隆雄，日本太空人、天文學家
- 1954年：史迪芬·平克，加拿大裔美國實驗心理學家、認知科學家、科普作家
- 1957年：馬克·韋爾斯，美國男子冰球運動員（2024年逝世）
- 1959年：雷恩·桑柏格，美國職業棒球運動員（2025年逝世）
- 1962年：李永波，中國羽毛球运动员運動員、教練
- 1963年：約翰·包威爾，英國電影配樂作曲家
- 1965年：穆拉特·別克塔諾夫，哈薩克政治、軍事人物，現任哈薩克國防部部長
- 1966年：理查德·格雷內爾，美國前聯合國發言人、前駐德國大使、前代理國家情報總監
- 1966年：約書亞·D·安格里斯特，以色列裔美國經濟學家，2021年諾貝爾經濟學獎得主
- 1967年：刘华才，马来西亚民政党全国主席
- 1968年：托尼·库科奇，克羅埃西亞裔美國NBA退休球星
- 1971年：，美國公路單車賽車手
- 1971年：安娜·奈瑞贝科，俄羅斯裔奧地利籍歌劇女高音
- 1971年：潔達·蘋姬·史密斯，美國女演員、創作歌手、製作人、導演、作家、實業家
- 1973年：詹姆斯·馬斯登，美國男演員
- 1973年：馬克·沙特爾沃思，南非企業家
- 1974年：陳懷山，臺灣職業棒球運動員
- 1974年：，英格蘭足球運動員
- 1975年：傑森·蘇戴西斯，美國男演員、喜劇演員、作家、製片人
- 1976年：，前巴西足球運動員，第三代球王
- 1976年：薩賓·霍森費爾德，德國理論物理學家
- 1977年：李亭頤，台灣演員
- 1978年：森薰，日本女性漫畫家
- 1979年：陳文媛，香港歌手
- 1979年：稻本潤一，日本足球運動員
- 1980年：王沛然，香港女主播
- 1981年：虹萱，香港模特兒
- 1981年：韓藝瑟，韓國女演員
- 1981年：金孝珍，韓國女子偶像團體Brown Eyed Girls隊長
- 1983年：陳強，香港電台節目主持人
- 1985年：安心亞，台灣女演員
- 1985年：張健忠，中國足球運動員
- 1985年：古健傑，馬來西亞男子羽球運動員
- 1985年：中道瞳，日本女子排球運動員
- 1986年：姬莉·哈泽爾，英國名模
- 1989年：路易莎·索布拉爾，葡萄牙女歌手、作曲家
- 1990年：霍尊，中國男歌手
- 1990年：山田裕貴，日本男演員
- 1990年：本多友紀，日本作曲家、編曲家、吉他手
- 1990年：劉易斯·霍爾特比，德國英裔足球運動員
- 1991年：林學曦，香港足球運動員
- 1992年：Joji，日本創作歌手、作詞人、唱片製作人、YouTuber
- 1992年：Amber，韓國女子偶像團體f(x)成員
- 1993年：派翠克·史瓦辛格，美國男演員、模特兒
- 1993年：佐茲比妮·通齊，南非模特兒
- 1993年：阿圖爾·馬里亞諾，日本裔巴西男子體操運動員
- 1994年：楊文蔚，香港跳高運動員
- 1994年：船戶百合繪，日本女性聲優
- 1995年：杉野遥亮，日本男演員、模特兒
- 1999年：古佩玲，香港女演員
- 2001年：藤澤里菜，日本圍棋棋手
- 2006年：富里奈央，日本女子偶像團體乃木坂46成員
- 生年不詳：榊原優希，日本男性聲優
- 生年不詳：櫻庭有紗，日本女性聲優
- 生年不詳：寺澤百花，日本女性聲優

## 逝世
- 96年：圖密善，羅馬帝國弗拉維王朝皇帝（51年出生）
- 958年：南漢中宗劉晟，五代十國時期南漢君主（920年出生）
- 1180年：路易七世，法國卡佩王朝國王（1121年出生）
- 1598年：丰臣秀吉，日本战国时代军事首领（1537年出生）
- 1783年：莱昂哈德·欧拉，瑞士数学家（1707年出生）
- 1872年：卡爾十五世，瑞典國王、挪威國王（1826年出生）
- 1903年：冯子材，清末将领（1818年出生）
- 1906年：霍約瑟，維多利亞主教（1851年出生）
- 1911年：彼得·斯托雷平，俄羅斯帝國政治家，第3任俄羅斯帝國部長會議主席（1862年出生）
- 1943年：威廉·哈雷，美國企業家、發明家（1880年出生）
- 1961年：，瑞典外交家、作家，第2任聯合國秘書長，1961年諾貝爾和平獎得主（1905年出生）
- 1962年：德雷絲·紐曼，德國天主教神秘家（1898年出生）
- 1967年：約翰·考克饒夫，英國物理學家，1951年諾貝爾物理學獎得主（1897年出生）
- 1970年：吉米·罕醉克斯，美國著名吉他手、歌手和作曲人（1942年出生）
- 1982年：裴文中，古人类学家、北京猿人第一个头盖骨发现者（1904年出生）
- 1992年：穆罕默德·希達亞烏拉，印度政治人物（1905年出生）
- 1996年：白杨，中国话剧、电影表演艺术家（1920年出生）
- 2017年：許玉釧，臺灣工程師（1928年出生）
- 2018年：羅伯特·文丘里，美國建築師（1925年出生）
- 2020年：露絲·貝德·金斯堡，美國法學家，最高法院第二位女性大法官（1933年出生）
- 2022年：卡門·米羅，巴拿馬統計學家、人口學家（1919年出生）
- 2022年：尼克·何倫亞克，美國物理學家（1928年出生）
- 2022年：謝爾·埃斯普馬克，瑞典作家、文學史家（1930年出生）
- 2024年：周秀文，印尼裔美國企業家（1961年出生）
- 2024年：薩爾瓦托雷·斯基拉奇，義大利職業足球運動員（1964年出生）
- 2024年：許家蓓，台灣政治人物（1977年出生）

## 节假日和习俗
- 世界水監測日
- 國際起司漢堡日[2]
- 智利：国庆日
- 中华人民共和国：九一八事变纪念日，中华人民共和国大部分地区，如东三省等地，在该日进行防空警报试鸣试验，用以纪念九一八事变。
- ：铁道日，纪念1899年朝鲜半岛第一条铁道的开通。
- ：海軍節
- ：國家音樂日（英语：National Music Day in Azerbaijan）
- 日本冲绳县：岛言叶日，自2006年起设立，目的是保护冲绳县境内的濒危语言。